# 천봉례 여사의 행복한 일생
《천봉례 여사의 행복한 일생》는 2003년 5월 23일에 MBC에서 방영한 베스트극장이다.

## 등장 인물

### 주요 인물
- 김영옥 : 봉례 역
- 이혜은 : 옥자 역

### 그 외 인물
- 김세준 : 춘대 역 - 옥자의 남편
- 김명국 : 억만 역 - 춘대의 고향 선배
- 최범호
- 박예숙
- 성인자
- 박통일
- 전익령
- 오협
- 송수현
- 이정제
- 임천용
- 곽병진
- 정웅진
- 송민주
- 안재성